# Henri II de Courtenay-Namur
Henri II de Courtenay, né en 1206, mort en 1229, est marquis de Namur de 1226 à 1229. Il est le fils de Pierre II de Courtenay, empereur latin de Constantinople et de Yolande de Hainaut.
Quand son frère Philippe II meurt en 1226, leur frère Robert est en Orient où il occupe le trône impérial de Constantinople et devait y consacrer tous ses efforts. Henri, encore mineur, se trouve alors en France, sous la tutelle d'Enguerrand III de Coucy, et prend possession du marquisat de Namur. À la mort de Robert, en 1228, il préfère renoncer à l'empire, qui revient à leur frère Baudouin II et conserve le marquisat de Namur.  
Il meurt sans enfant l'année suivante et le marquisat de Namur revient à sa sœur Marguerite, mariée à Henri, comte de Vianden.

## Source
- Ch. Piot, « Henri de Courtenay », Académie royale de Belgique, Biographie nationale, vol. 9, Bruxelles, 1887 [détail des éditions], p. 188.